# Egypten i olympiska sommarspelen 1992
Egypten deltog i de olympiska sommarspelen 1992 med en trupp bestående av 75 deltagare i Barcelona. Ingen av landets deltagare erövrade någon medalj.

## Fotboll
Herrar
Gruppspel
|              | Spelade | Vinster | Oavgjorda | Förluster | Gjorda mål | Insläppta mål | Poäng |
| ------------ | ------- | ------- | --------- | --------- | ---------- | ------------- | ----- |
| Spanien U23  | 3       | 3       | 0         | 0         | 8          | 0             | 6     |
| Qatar U23    | 3       | 1       | 1         | 1         | 2          | 3             | 3     |
| Egypten U23  | 3       | 1       | 0         | 2         | 4          | 6             | 2     |
| Colombia U23 | 3       | 0       | 1         | 2         | 4          | 9             | 1     |

## Fäktning
Herrarnas florett
- Maged Abdallah

## Handboll
Herrar
Gruppspel
| Lag       | Pld | W | D | L | GF  | GA  | GD  | Poäng |
| --------- | --- | - | - | - | --- | --- | --- | ----- |
| OSS       | 5   | 5 | 0 | 0 | 121 | 98  | +23 | 10    |
| Frankrike | 5   | 4 | 0 | 1 | 111 | 98  | +13 | 8     |
| Spanien   | 5   | 3 | 0 | 2 | 97  | 98  | −1  | 6     |
| Rumänien  | 5   | 1 | 1 | 3 | 107 | 115 | −8  | 3     |
| Tyskland  | 5   | 1 | 1 | 3 | 97  | 103 | −6  | 3     |
| Egypten   | 5   | 0 | 0 | 5 | 92  | 113 | −21 | 0     |

| Resultat  | OSS   | Frankrike | Spanien | Rumänien | Tyskland | Egypten |
| --------- | ----- | --------- | ------- | -------- | -------- | ------- |
| OSS       |       | 23–22     | 24–18   | 27–25    | 25–15    | 22–18   |
| Frankrike | 22–23 |           | 18–16   | 26–20    | 23–20    | 22–19   |
| Spanien   | 18–24 | 16–18     |         | 21–20    | 19–18    | 23–18   |
| Rumänien  | 25–27 | 20–26     | 20–21   |          | 20–20    | 22–21   |
| Tyskland  | 15–25 | 20–23     | 18–19   | 20–20    |          | 24–16   |
| Egypten   | 18–22 | 19–22     | 18–23   | 21–22    | 16–24    |         |

## Landhockey
Herrar
Gruppspel
| Lag            | P | W | D | L | GF | GA | GD  | Poäng |
| -------------- | - | - | - | - | -- | -- | --- | ----- |
| Australien     | 5 | 4 | 1 | 0 | 20 | 2  | +18 | 9     |
| Tyskland       | 5 | 4 | 1 | 0 | 16 | 4  | +12 | 9     |
| Storbritannien | 5 | 3 | 0 | 2 | 7  | 10 | –3  | 6     |
| Indien         | 5 | 2 | 0 | 3 | 4  | 8  | –4  | 4     |
| Argentina      | 5 | 1 | 0 | 4 | 3  | 12 | –9  | 2     |
| Egypten        | 5 | 0 | 0 | 5 | 4  | 18 | –14 | 0     |

## Modern femkamp
Herrarnas individuella tävling
- Moustafa Adam
- Mohamed Abdou El-Souad
- Sherif El-Erian

Herrarnas lagtävling
- Moustafa Adam, Mohamed Abdou El-Souad och Sherif El-Erian